# Сан Канциан д'Изонцо
Сан Канциа̀н д'Изо̀нцо (на италиански: San Canzian d'Isonzo, на местен диалект Sancansiàn, Санкансиан) е град и община в Североизточна Италия, провинция Гориция, автономен регион Фриули-Венеция Джулия. Разположен е на 6 m надморска височина. Населението на общината е 6383 души (към 2010 г.).